# Zhang Lu
Zhang Lu (30 de mayo de 1962) es un cineasta chino-coreano. Zhang era originalmente novelista antes de embarcarse en una carrera en el cine. Sus películas de cine arte se centran principalmente en los marginados, particularmente los de etnia coreana que viven en China, e incluyen títulos como Una semilla en la oreja (2006), Sueños del desierto (2007), Dooman River (2011), Pung-gyeong (2013) y Gyeongju (2014).

## Carrera
Zhang Lu es un coreanoétnico de tercera generación nacido en Yanbián, Jilin, China en 1962. Se hizo conocido en su país natal, China como un respetado autor de novelas e historias cortas, como Cigala Chirping Tarde (1986).
Zhang era entonces un profesor de 38 años de literatura en la universidad de Yanbián cuándo una discusión con un amigo director de películas le llevó a aceptar la apuesta de que «cualquiera puede hacer una película». Sin formación técnica pero con la ayuda de amigos de la industria del cine como Lee Chang-dong, se dispuso a dirigir su primer cortometraje, Once (2001), una estampa casi muda de catorce minutos sobre el encuentro de un chico de once años con un grupo de jugadores de fútbol de su edad ambientada en un desierto postindustrial. Once fue invitada a competir en la 58.ª edición del Festival Internacional de Cine de Venecia y en otros festivales internacionales, y este éxito inesperado hizo que Zhang decidiera dedicarse exclusivamente al cine. Posteriormente diría: «Transmitir emoción a través de texto y a través de imágenes son dos cosas muy diferentes. Si fuera capaz de comunicar mi visión plenamente a través de texto, no tendría que molestarme en hacer películas, ¿verdad? No me gusta cuando huelo alguna clase de narrativa basada en literatura en películas. [...] Le digo a la gente que me divorcié de la literatura y me casé con el cine.»
Once allanó el camino para el primer largometraje de Zhang, Poesía Tang , financiado con capital coreano. Rodado en 2003 durante el brote de SRAG en solo tres localizaciones interiores para transmitir sentimientos de soledad y claustrofobia, describe la vida de un carterista de mediana edad con un temblor en la mano. El estilo de la película estuvo influido por la métrica de la poesía de la dinastía Tang que permite versos de solo siete o cinco caracteres.
Zhang ganó una subvención del Plan de promoción de Busan para dirigir su segundo largometraje. Al igual que Poesía Tang, Una semilla en la oreja (2005) se rodó en China mientras que el proceso de postproducción se llevó a cabo en Corea. La película se centra en una madre soltera chino-coreana que se gana la vida vendiendo kimchi en las calles de una pequeña ciudad del norte de China. Una semilla en la oreja fue aclamada en el circuito del festival de cine internacional. Se proyectó en la sección de la 44.ª Semana internacional de la críticas del Festival de cine de Cannes de 2005, donde  ganó el premio ACID. También ganó el Gran premio en el 41.º Festival de cine de Pesaro en Italia, el Premio nuevas corrientes en el 10.º Festival de cine Internacional de Busán, el Premio karibu en el 23.º Festival de Cinema Novo en Bélgica, Mejor dirección para Zhang y mejor actriz para Liu Lianji en el 27º -----, Premio de Jurado Especial en la 32.ª edición del Festival Internacional de Cine de Seattle, la Provincia de Tyrol Premio en el Festival de cine Internacional Innsbruck, y el Dorado Cyclo Premio en el 12.º Vesoul Festival de cine Internacional de Cine asiático.
Para su tercera película, Sueños del desierto (2007), Zhang ambientó la acción en un pequeño pueblo amenazado por la sequía en la frontera chino-mongola donde un granjero obsesionado con plantar árboles para impedir la desertificación, una mujer que huyó de Corea del Norte y su hijo, y un soldado errante cruzan sus caminos (el título original de la película Hyazgar significa "límite" en mongol). Coproducido por Corea, Mongolia y Francia, fue invitado a competir en la 57.ª edición del Festival Internacional de Cine de Berlín. Sueños del desierto ganó Mejor película en el 9.º Festival de Cine asiático y árabe de Osian en Nueva Delhi, y Zhang estuvo nominado para mejor director en los 2.º Premios de cine asiático.
Iri se rodó en la ciudad industrial de Iksan, lo que hace de ella la primera película de Zhang ambientada en Corea del Sur. Protagonizada por Uhm Tae-woong y Yoon Jin-seo como un taxista y su hermana con problemas mentales, que todavía están lidiando treinta años más tarde con las consecuencias de la explosión de la estación de Iri en 1977. Compitió en el 3.º Festival de cine de Roma, y se estrenó en Corea del sur en 2008 junto con su pieza compañera Chongqing, sobre una mujer joven que apenas logra subsistir como profesora de lengua y vive con su padre desempleado en la poblada Chongqing.
En 2011, las productoras Arizona Films de Francia y Sur Lu de Corea coprodujeron Dooman River, la película del género coming-of-age de Zhang sobre dos adolescentes, un coreano nacido en China y un desertor de Corea del Norte, que viven en lados opuestos del río Tumen, la frontera entre China y Corea del Norte donde son habituales el tráfico humano y el cuce ilegal de la frontera. Aparte de una Mención especial del Jurado Generación 14 Plus en el 60.º Festival de cine Internacional de Berlín, Dooman River ganó el Premio del Jurado en el 8.º Festival Cinéma de París, el Premio NETPAC en el 15.º Festival de cine Internacional de Busán, y Mejor película en la Competición Internacional de largometrajes del 47.º Festival Internacional  de cine Antalya. Zhang también ganó Mejor director en el 3.º Festival de cine Internacional Este-Del oeste en Orenburg.
Zhang se mudó a Corea del Sur en 2012, y empezó enseñar en la Universidad Yonsei. Entonces escribió el primer borrador del guion para Jurado, el debut como director de Kim Dong-ho, una película corta sobre la intriga cómica y las peleas dentro de un panel de jueces de festival de cine (Kim fue el fundador y antiguo director del Festival de cine Internacional de Busan). Jurado fue la película de apertura del Festival de Cortometraje Internacional de Asiana de 2012.
En 2013, Zhang fue escogido (junto con Masahiro Kobayashi y Edwin) para participar en el 14.º Proyecto Digital de Jeonju encargado anualmente por el Festival de cine Internacional de Jeonju. En línea con el tema "Extraños", Zhang dirigió su primer trabajo de no-ficción con el corto documental de 30 minutos Allí. Posteriormente expandió Allí a una película documental titulada Scenery que indaga en las experiencias y sueños de catorce trabajadores emigrantes en Corea del Sur y los espacios que habitan. Scenery ganó el Premio de la crítica en el 15.ª Festival Película Negra de cine Independiente Internacional en Ginebra, así como Mejor documental en los 1.º Premios de cine Wildflower .
Zhang regresó al cine narrativo con Gyeongju (2014), su película más alegre hasta la fecha. Pese a tener un tono diferente a sus primeras películas, continúa la fascinación de Zhang con marginados y con ritmo introspectivo y lánguido. Zhang dijo que eligió la pintoresca ciudad de Gyeongju como el encuadre porque «igual que las curvas de la tumba, la vida y la muerte están inexplicablemente entrelazadas». Quería explorar «lo que no sucedió mezclado con lo que sucedió» en una historia sobre un profesor coreano en Beijing que busca una pintura erótica en una casa de té y establece una conexión con la propietaria de la  casa de té (interpretados por ParkHae-il y Shin Min-a). Zhang ganó Mejor director en los 34.ª Premios de la asociación coreana de críticos de cine, y recibió varias nominaciones.
En 2015, Ahn Sung-ki, Moon So-ri, Park Hae-il y Han Ye-ri en la película de 70 minutos Love and..., titulado en coreano en la Amor en la era del cine. Dividida en cuatro segmentos "Amor ", "Cine", "Ellos" y "Amor de nuevo", se estrenó como la película de apertura del 8.º Festival de cine Sénior de Seúl.
En 2018 escribió y dirigió Ode to the Goose, ambientada en la ciudad sureña de Gunsan a la que viaja la pareja protagonista, un aspirante a poeta y una mujer que se ha divorciado de su amigo. Zhang explora en ella las relaciones marcadas por los estereotipos y prejuicios entre los coreanos y los que son de distinto origen étnico (chino, japonés). La película se presentó en el Festival Internacional de cine de Busan en octubre de 2018.

## Filmografía
- Once (cortometraje, 2001) - director
- Poesía Tang(2003) - director, guionista
- Una semilla en la oreja (2005) - director, guionista
- Sueños del desierto (2007) - director, guionista
- Pista de vida (2008) - productor
- Chongqing (2008) - director, guionista
- Iri (2008) - director, guionista
- Dooman River (2011) - director, guionista
- Jurado (cortometraje, 2013) - guionista
- Allí (documental corto, 2013) - director
- Scenery (Documental, 2013) - director, guionista, productor ejecutivo
- Gyeongju (2014) - director, guionista, productor ejecutivo
- Amor  y... (2015) - director, guionista
- Un Sueño Tranquilo (2016) - director, guionista
- Ode to the Goose (Gunsan: Geowileul Nolaehada, 2018) - director, guionista
- La torre sin sombra (2023)

## Premios y distinciones
Festival Internacional de Cine de Cannes
| Año  | Categoría | Película       | Resultado |
| ---- | --------- | -------------- | --------- |
| 2005 | Prix ACID | Grano en oreja | Ganador   |

- 2006 27.º Festival de cine Internacional deDurban :Mejor  Dirección (Grano en Oreja)
- 2010 3.º Festival de cine Internacional Este-Oeste: Mejor director (Dooman River)
- 2014 34.ª Premios  de la asociación coreana de Críticos de cine: Mejor director (Gyeongju)